# Benetton Formula
Benetton Formula Ltd., o simplement Benetton, va ser una escuderia que va participar en la Fórmula 1 entre els anys 1986 i 2001. Va córrer amb motors Ford i Renault i pertanyia a la família Benetton, propietària d'una cadena mundial de tendes de roba amb el mateix nom. El major èxit de l'escuderia van arribar amb els dos títols mundials de conductors que va guanyar Michael Schumacher el 1994 i el 1995 i el títol mundial de constructors que van guanyar també el 1995. El 16 de març del 2000 l'equip va ser venut a Renault per 120 milions de dòlars.